# Prepona neoterpe
Prepona neoterpe är en fjärilsart som beskrevs av Eduard Honrath 1884. Prepona neoterpe ingår i släktet Prepona och familjen praktfjärilar. Inga underarter finns listade i Catalogue of Life.